# As de Québec
Gli As de Québec (Quebec Aces in inglese) sono stati una squadra di hockey su ghiaccio dell'American Hockey League con sede nella città di Québec, nella provincia omonima. Nacquero nel 1928 come formazione dilettantistica, per poi divenire una squadra professionistica nel 1944. Giocarono in AHL dal 1959 fino al 1971 e nel corso degli anni furono affiliati ai Montreal Canadiens e ai Philadelphia Flyers.

## Storia
Gli As de Québec nacquero nel 1928 militando nei campionati amatoriali della provincia del Québec, fino a quando nel 1944 conquistarono l'Allan Cup, trofeo assegnato alla miglior formazione dilettantistica del Canada. A partire dalla stagione successiva gli As si iscrissero alla Quebec Senior Hockey League, lega divenuta nel 1953 Quebec Hockey League.
Gli As vinsero il titolo della Quebec Hockey League per due volte, nelle stagioni 1953-54 e 1956-57, vincendo così il Thomas O'Connell Memorial Trophy. Di diritto il vincitore della QHL poteva lottare per la conquista dell'Edinburgh Trophy contro i campioni della Western Hockey League, perdendo nel 1954 contro i Calgary Stampeders e vincendo nel 1957 contro i Brandon Regals.
Nel 1959 entrarono a far parte della American Hockey League, dapprima come farm team dei Montreal Canadiens, mentre dal 1967 si legarono alla neonata franchigia dei Philadelphia Flyers. Durante le prime quattro stagioni molti giocatori dei Flyers erano cresciuti a Québec, fra cui André Lacroix, Jean-Guy Gendron, Simon Nolet, Serge Bernier e Rosaire Paiement. I Flyers erano proprietari anche dei Junior Aces, formazione giovanile della Quebec Junior Hockey League che nel 1969 cambiò il proprio nome in Quebec Remparts. Nel 1971 i Flyers decisero di trasferire la loro formazione affiliata in AHL a Richmond, creando così i Richmond Robins.

### Affiliazioni
Nel corso della loro storia gli As de Québec sono stati affiliati alle seguenti franchigie della National Hockey League:
- Chicago Blackhawks: (1953-1954)
- Boston Bruins: (1957-1958)
- Montreal Canadiens: (1962-1967)
- Philadelphia Flyers: (1967-1971)

## Record stagione per stagione
| Stagione     | Division | Gare | V  | S  | P  | Punti | GF  | GS  | Piazzamento | Play-off                                                                                        |
| ------------ | -------- | ---- | -- | -- | -- | ----- | --- | --- | ----------- | ----------------------------------------------------------------------------------------------- |
| As de Québec |          |      |    |    |    |       |     |     |             |                                                                                                 |
| 1959-60      | AHL      | 72   | 19 | 51 | 2  | 40    | 178 | 333 | 7°          |                                                                                                 |
| 1960-61      | AHL      | 72   | 30 | 39 | 3  | 63    | 217 | 267 | 6°          |                                                                                                 |
| 1961-62      | East     | 70   | 30 | 36 | 4  | 59    | 208 | 207 | 4°          |                                                                                                 |
| 1962-63      | East     | 72   | 33 | 28 | 11 | 77    | 206 | 210 | 4°          |                                                                                                 |
| 1963-64      | East     | 72   | 41 | 30 | 1  | 83    | 258 | 225 | 1°          | vince semifinali (Pittsburgh) 4-1 perde Calder Cup (Cleveland) 0-4                              |
| 1964-65      | East     | 72   | 44 | 26 | 2  | 90    | 280 | 223 | 1°          | perde semifinali (Rochester) 1-4                                                                |
| 1965-66      | East     | 72   | 47 | 21 | 4  | 98    | 337 | 226 | 1°          | perde semifinali (Rochester) 2-4                                                                |
| 1966-67      | East     | 72   | 35 | 30 | 7  | 77    | 275 | 249 | 3°          | perde 1º turno (Baltimore) 2-3                                                                  |
| 1967-68      | West     | 72   | 33 | 28 | 11 | 77    | 277 | 240 | 2°          | vince 1º turno (Buffalo) 3-2 vince semifinali (Providence) 3-1 perde Calder Cup (Rochester) 2-4 |
| 1968-69      | West     | 74   | 26 | 34 | 14 | 66    | 235 | 258 | 3°          | vince 1º turno (Cleveland) 3-2 vince semifinali (Providence) 3-2 perde Calder Cup (Hershey) 1-4 |
| 1969-70      | East     | 72   | 27 | 39 | 6  | 60    | 221 | 272 | 3°          | perde 1º turno (Buffalo) 2-4                                                                    |
| 1970-71      | East     | 72   | 25 | 31 | 16 | 66    | 211 | 240 | 4°          | perde spareggio (Springfield) 3-4                                                               |

## Record della franchigia

### Singola stagione
Gol: 50  Guy Lafleur (1968-69)
Assist: 60  Guy Lafleur (1968-69)
Punti: 110  Guy Lafleur (1968-69)
Minuti di penalità: 382  Dave Schultz (1970-71)

### Carriera
Gol: 154  Mike Labadie
Assist: 251  Jim Morrison
Punti: 387  Mike Labadie
Minuti di penalità: 553  Rosaire Paiement
Partite giocate: 516  Mike Labadie

## Palmarès

### Premi di squadra
- Allan Cup: 1

1944
- Quebec Hockey League: 2

1953-1954, 1956-1957
- F. G. "Teddy" Oke Trophy: 3

1963-1964, 1964-1965, 1965-1966

### Premi individuali
- Dudley "Red" Garrett Memorial Award: 1

Bobby Rivard: 1966-1967
- Eddie Shore Award: 1

Jim Morrison: 1965-1966
- John B. Sollenberger Trophy: 2

Gord Labossiere: 1966-1967
Simon Nolet: 1967-1968
- Louis A. R. Pieri Memorial Award: 1

Vic Stasiuk: 1967-1968